# 列寧格勒動物園
列寧格勒動物園（俄语：Ленингра́дский зоопа́рк）是位於俄羅斯列寧格勒的一個動物園，成立於1865年。列寧格勒動物園飼養有410種動物，數量約有2000頭，並且飼養有北極熊。1952年，動物園的名稱由動物花園改為列寧格勒動物園。1991年，列寧格勒雖然名稱改回聖彼得堡，但列寧格勒動物園卻並未改名。

## 外部連結
- Official site （页面存档备份，存于）
- saint-petersburg.com （页面存档备份，存于）

59°57′09″N 30°18′31″E / 59.95249°N 30.30868°E